# Zoo de Lagos

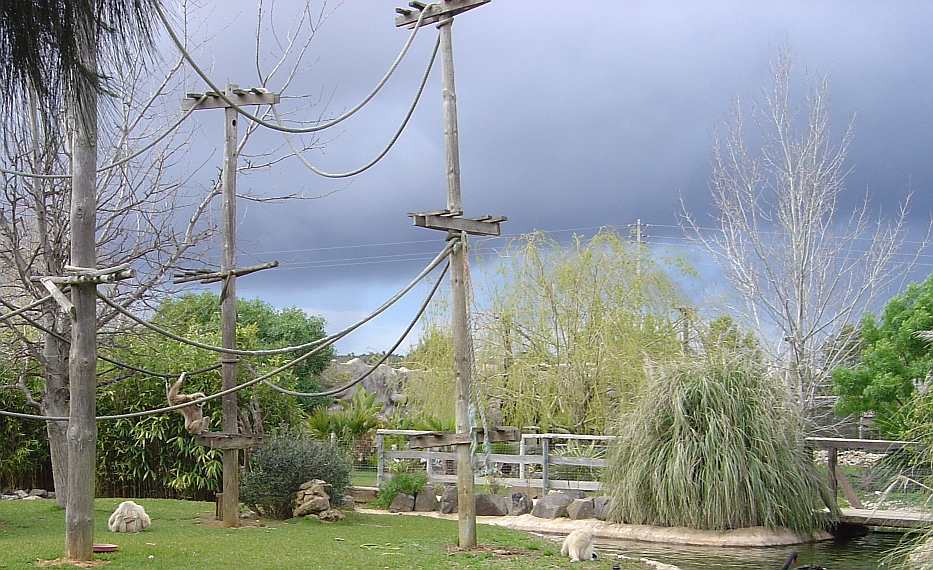
Gibbonanlage im Zoo von Lagos

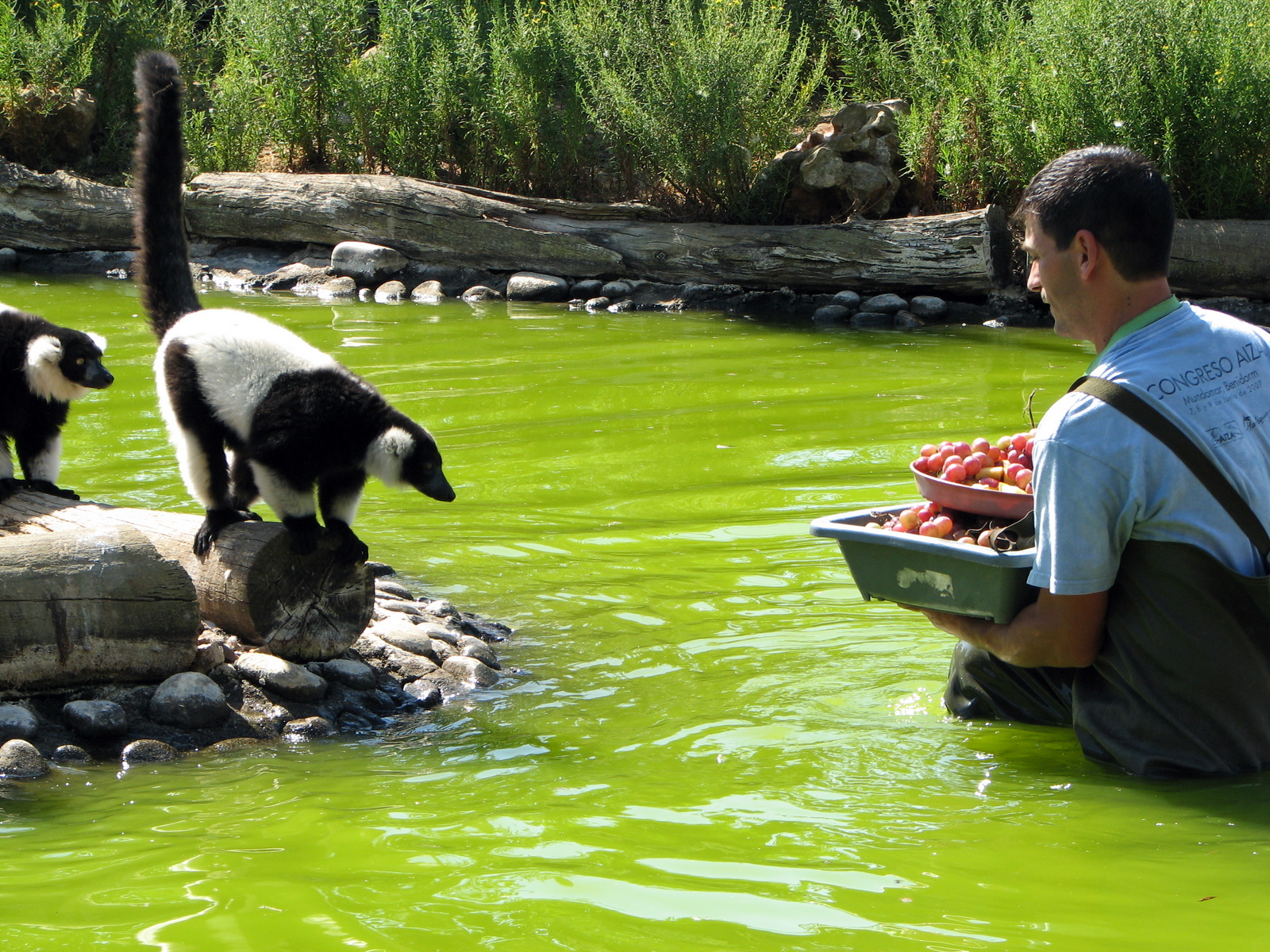
Fütterungszeit auf Monkey Island

Der Zoo de Lagos oder Parque Zoológico de Lagos ist ein kleiner, im Jahre 2000 eröffneter Zoo bei Lagos in Portugal. Der im Ort Barão de São João im Kreis Lagos (Municipio Lagos) angesiedelte Zoo entstand aus einem Bauernhof, der häufig von Schulklassen zur Begegnung mit Tieren besucht worden war. Hierfür schafften die Betreiber des Hofs immer neue seltenere Tierarten an und 1997 begann die Planung für einen Zoo im eigentlichen Sinn. Seit dem 16. November 2000 ist der Zoo für das Publikum geöffnet.
Der Zoo zeigt rund 350 Arten, die größten Anteile davon stellen Säugetiere und Vögel, darunter vor allem mehrere Arten der Nashornvögel. Daneben zeigt der Zoo Schildkröten, Zwergkrokodile und Kobras. Die größten Flächen nehmen ein Bauernhof und ein See mit künstlichen Affeninseln ein, wobei sich in dem See auch eine Insel mit Südamerikanischen Nasenbären befindet. Die Anlage mit den nachtaktiven Lyle-Flughunden ist der einzige Teil des Zoos, der nur stundenweise geöffnet ist.
Der Zoo ist von Lagos aus mit einem Linienbus erreichbar. An der Bushaltestelle empfängt eine überdimensionierte Gorillastatue die Besucher.